# 오채이
오채이(본명: 소유진, 1994년 6월 18일 ~ )는 대한민국의 배우, 가수, 유튜버이다.

## 학력
- 2010년 ~ 2013년 수도여자고등학교
- 2013년 ~ 2019년 성균관대학교 연기예술학과 학사

## 경력
- 2015년 ~ 2019년 그룹 플레이백 멤버

## 출연 작품

### 드라마
- 2019년 ~ 2020년 KBS2 저녁 일일연속극 《우아한 모녀》 ... 홍세라 역
- 2023년 ~ 2024년 KBS1 일일연속극 《우당탕탕 패밀리》 ... 양주리 역
- 2023년 OTT드라마 《추리택시》 ... 송현진 변호사 역

### 예능
| 연도 | 방송사 | 제목                | 역할   | 기간        | 비고 |
| ---- | ------ | ------------------- | ------ | ----------- | ---- |
| 2022 | 유튜브 | 하이 채이 (웹 예능) | 진행자 | 2022.07.27~ |      |

### 광고
| 연도 | 기업     | 제품                           | 종류 | 공동 출연 | 출처 |
| ---- | -------- | ------------------------------ | ---- | --------- | ---- |
| 2020 | 매일유업 | 아몬드 브리즈 - 함께 밸런스 편 | 음료 | 안보현    | 보기 |
| 2020 | 매일유업 | 아몬드 브리즈 - 함께 밸런스 편 | 음료 | 안보현    | 보기 |
| 2020 | 매일유업 | 아몬드 브리즈 - 함께 밸런스 편 | 음료 | 안보현    | 보기 |
| 2020 | 매일유업 | 아몬드 브리즈 - 함께 밸런스 편 | 음료 | 안보현    | 보기 |